# Wrightstown (Wisconsin)
Wrightstown é uma vila localizada no estado norte-americano de Wisconsin, no Condado de Brown.

## Demografia
Segundo o censo norte-americano de 2000, a sua população era de 1934 habitantes.
Em 2006, foi estimada uma população de 2653, um aumento de 719 (37.2%).

## Geografia
De acordo com o United States Census Bureau tem uma área de
7,0 km², dos quais 6,4 km² cobertos por terra e 0,6 km² cobertos por água. Wrightstown localiza-se a aproximadamente 186 m acima do nível do mar.

## Localidades na vizinhança
O diagrama seguinte representa as localidades num raio de 16 km ao redor de Wrightstown.